# Lipje (Chorwacja)
Lipje – wieś w Chorwacji, w żupanii karlowackiej, w mieście Karlovac. W 2011 roku liczyła 48 mieszkańców.